# Nouhak Phoumsavanh
Nouhak Phoumsavanh (ur. 9 kwietnia 1910, zm. 9 września 2008) – laotański polityk.

## Życiorys
W 1945 był współzałożycielem ruchu rewolucyjnego w Laosie, a w 1949 został przewodniczącym komitetu rewolucyjnego  dla regionu wschodniego Laosu, a następnie w 1950 objął funkcję ministra finansów rządu rewolucyjnego.
W 1954 uczestniczył w konferencji genewskiej jako przedstawiciel Frontu Patriotycznego Laosu.
Wszedł w skład Centralnego Komitetu Laotańskiej Partii Ludowej w 1955. Objął funkcję pierwszego sekretarza  w 1958. Aresztowany przez policję  w 1959, zbiegł z więzienia w Wientianie. W latach 1960–1962 był członkiem komitetu negocjacyjnego w celu utworzenia laotańskiego rządu koalicyjnego.
Po przejęciu władzy przez komunistów w grudniu 1975 r., Phoumsavanh został mianowany wicepremierem i ministrem  finansów.
W latach 1989–1992 pełnił funkcję przewodniczącego Zgromadzenia Narodowego Laosu. W listopadzie 1992 objął funkcję prezydenta, po śmierci dotychczasowego szefa państwa Kaysone Phomvihan. Pełnił ją do 24  lutego 1998.